# UNStudio Tower
UNStudio Tower is een gebouw aan de Zuidas te Amsterdam, op de hoek van de Gustav Mahlerlaan met de Parnassusweg. Het gebouw heeft 21 verdiepingen en een hoogte van 85 meter. Het is het laatste gebouw in het blok Mahler4 en evenals de andere (aanvankelijk) genoemd naar de ontwerpers, in dit geval UNStudio. Het gebouw wordt ook wel RBS-toren genoemd.
Het gebouw wordt naarmate het hoger wordt in enkele stappen smaller. In de zijkanten zijn inwendige balkons gemaakt, die elk een eigen kleur hebben. De witte randen op het gebouw zijn een bescherming tegen direct zonlicht. Deze randen, van aluminium, zijn ontworpen volgens de principes van het Moiré-effect.
Het is pand is in gebruik genomen in 2009. De grootste huurder van ruimte is tot en met 2015 de Royal Bank of Scotland (RBS), die sinds oktober 2007 ook eigenaar is van een deel van ABN Amro, dat aan de andere kant van het Gustav Mahlerplein gevestigd is. In maart 2015 maakte RBS bekend in de periode 2015-2018 haar aanwezigheid in Nederland drastisch te verminderen, zodat er ruimte vrijkomt.

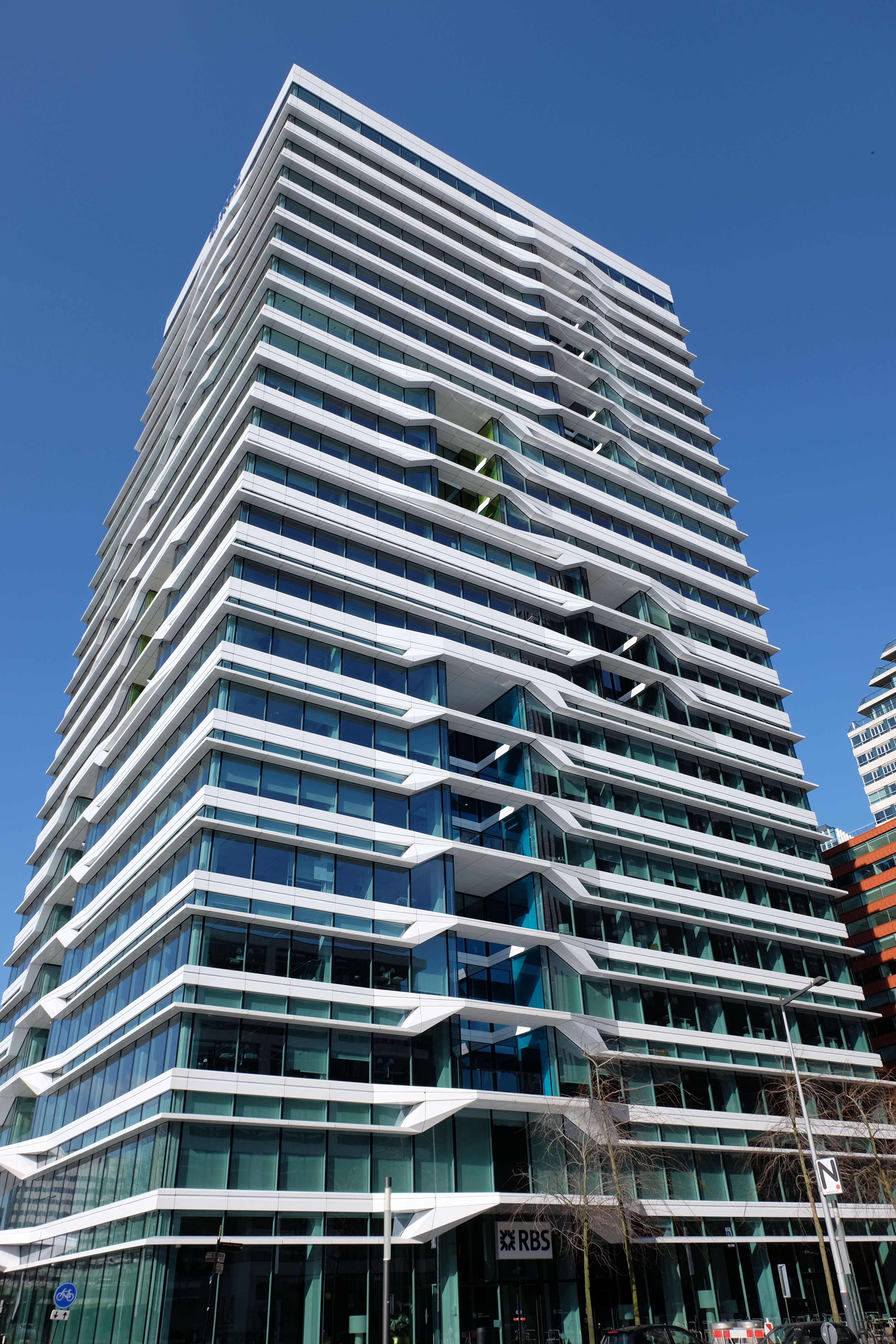

## Interieur
Het interieur van de 12e tot de 20e verdieping van het gebouw heeft een bezettingsgraad B3 en een LEED platinum kwalificatie. De trappen in het gebouw hebben bamboe treden en glazen balustrades zonder balusters en een RVS handleuning. Interieur en exterieur zijn voorzien van folie in dezelfde kleur. De begane grond is in gebruik als restaurant met 110 zitplaatsen. In 2010 is een onderzoek gedaan naar de akoestiek van de eetgelegenheid omdat er klachten waren over het geluid.